# Джидан
Джидан, иначе Хизан, Хунзан, Хайдан —   раннефеодальное государство, упоминаемое арабскими авторами в X веке. Историками признается прямым наследником Хазарского каганата и царства гуннов в Дагестане. Предполагается некоторыми исследователями его кумыкское происхождение.  Царство Джидан являлось самым могущественным образованием на северо-восточном Кавказе после перемещения основных пределов Хазарского каганата на Волгу и Дон. Столицей Джидана по некоторым данным был город Семендер. Также различными историками Джидан отожествляется с Кайтагом или Шанданом.

## Территория
Раннефеодальное кумыкское государство Джидан занимало, по мнению Г. С. Федорова-Гусейнова, территории современных Каякентского, Карабудахкентского, Буйнакского, Кумторкалинского районов. Владения царства Джидан, как отмечал известный хазаровед М. Г. Магомедов, полностью совпадает с территорией бывших земель хазарских царей в Прикаспии.

## История
Царство гуннов (савир) в Дагестане — государство, существовавшее в V—X веках на территории Дагестана. Южным пределом Царства гуннов являлся Дербент. Столицей государства был город Варачан. Анализ имен собственных племенных вождей гуннов Прикаспия указывает на их тюркское и иранское происхождение (Л. Б. Гмыря, С. Г. Кляшторный).
Проникновение тюркоязычных гуннов началось в первых веках нашей эры. В это время на Прикаспийской низменности жили скифские и аланские племена (камаки-камариты, маскуты, аорсы и другие). Первое упоминание гуннов в Дагестане содержится у древнегреческого географа Дионисия Периегета (II век н.э). Походы гуннов в Закавказье усилили влияние гуннов в Дагестане. С V века область расселения гуннов начинает именоваться в армянских источниках как страна гуннов.
Гунны, нередко отождествляемые с савирами, активно участвовали в борьбе Сасанидов против Византийской империи. Междоусобные войны привели к тому, что князья гуннов попали в вассальную зависимость от хазарского кагана и носили древнетюркский титул эльтебер. Алп-Илитвер, желая выйти из-под опеки хазар, начал сближение с Кавказской Албанией. В 682 году он принял христианство от кавказских албан. В VII веке территория царства становится ареной противостояния хазар и арабов, что ведет к разорению основных центров гуннов в Дагестане. В VII—IX веках Царство гуннов (савир) известно в различных источниках под разными названиями. Ибн-Хордадбех в IX веке упоминает царство Савир севернее Дербента.
Царство Джидан большинством историков признается прямым наследником Царства Гуннов в Дагестане. М. И. Артамонов утверждал, что Джидан Ал-Масуди является другим названием Царства Гуннов. Собирательное название «Джандар», под которым были известны южные кумыки, возникло в период существования этого раннефеодального образования (Джидана).
Государство Джидан играло роль, с одной стороны, промежуточного звена на торговом пути из Восточной Европы в страны Передней Азии, с другой военного заслона Хазарии с юга.
Ибн Хаукаль пишет: «...русы пошли на Хазаран, Самандар и Атиль (и случилось это) в 358 г.». Далее он пишет: «И ал-Хазар — сторона и есть в ней город, называемый Самандар, и он в пространстве между ней и Баб ал-Абвабом, и были в нем многочисленные сады.., но вот пришли туда русы, и не осталось в городе том ни винограда, ни изюма». В результате второго похода русов в 358 году по хиджре (968—969 год), реальность которого достаточно хорошо обосновала Т.М. Калинина, была разорена и первая столица Хазарии — Семендер.

## Отождествление с другими политическими образованиями
Малочисленность сведений о Джидане привела к попыткам различных ученых отождествить Джидан с другими политическими образованиями Дагестана раннего средневековья. В. Ф. Минорский, А. В. Гадло, Б. Н. Заходер, А. Р. Шихсаидов и Л. Б. Гмыря считают название «Джидан» неточной передачей термина «Хайдак», что обусловливается особенностями арабской графики. Однако такая точка зрения подвергается критике со стороны известного хазароведа М. Г. Магомедова и Г. С. Федоров-Гусейнова ввиду того, что подобное отождествление противоречит данным исторических источников. Хайдак, связанный с правителями Дербента династическими узами, никак не мог быть главным врагом мусульманского города и всегда выступал в качестве союзника Дербента в совместных походах. Эмиры Дербента во время внутренних неурядиц неоднократно находили убежище в Хайдаке. Политическое образование Хайдак до XI века было малоактивным, и, как отмечает М. Г. Магомедов, сложно представить, что маленькое горное царство могло быть главным врагом мусульманского Дербента. Вхождение Хайдака в состав Хазарского каганата не подтверждается и археологическими исследованиями.

Царство гуннов (Джидан) в VII—VIII веках

Современный российский историк и востоковед Аликбер Аликберов установил, что название Джидан употребляется только в одном случае, тогда как в других списках встречаются формы Хизан, Хайдан, Хидан, Хунзан. Этими формами обозначалась территория бассейна рек Уллу-Чая и Арт-озень. Название Х.ндан имеет персидскую форму, и в ее основе лежит этноним «гунн». Армянские источники называют гуннов Прикаспия «хайлантурками», то есть хайлан-тюрками. В основе всех вариантов топонимов, обозначающих район Хайдака угадывается лексема хон/гунн. При арабах название Х.ндан трансформируется в Хайдак, но это уже совсем другое государственное образование, в котором исторический Х.ндан/Джидан совпадает с равнинной территорией обширных владений, некогда контролируемых гуннами Варачана. Нашествие тюркютов и арабов сильно ослабили тюркские племена гуннов-савир и усилило влияние горских племен в регионе (за исключением районов Семендера и Варачана), что привело к постепенному переходу названия Хайдак на горцев. Ученый связывает «Ал-КРХ» местных исторических летописей (в сочинении Масуди «К.р.дж») с древней столицей позднейшего Хайдака Кала-Корейшом. Несмотря на то, что Ал-КРХ можно идентифицировать и как Уркарах (что сделано В. Ф. Минорским), и как Кала-Корейш, в пользу последнего говорит тот факт, что Кала-Корейш являлся важным исламским центром в то время и не мог не упоминаться в местных исторических хрониках IX—XI веков. Таким образом, в сочинении Масуди одновременно упоминаются Джидан и столица Хайдака Кала-Корейш в форме «К.р.дж». Таким образом, по мнению А. К. Аликберова, полное отождествление Джидана/Х.ндана с позднейшим Хайдаком некорректно, что не исключает наличие между ними определенной территориальной связи.
Известный российский кавказовед Людмила Борисовна Гмыря отождествляет Джидан с упоминаемым в более раннее время царством Шандан. В пользу этой версии говорит тот факт, что Шандан являлся одним из главных противников мусульманского Дербента. В хронике Дербент-Наме сохранились многочисленные сведения о «исламских набегах» на Шандан со стороны Дербента и Хайдака. Шандан активно поддерживался хазарами в его борьбе против мусульман. В 937 году Хайдак и Дербент организовали внезапный набег, разгромив Шандан, который не упоминается в Дербент-Наме после этих событий. Ал-Масуди на 943 год называет главным противником мусульманского Дербента Джидан, автор дербентской хроники — Шандан. Наконец, и тот и другой автор употребляют термин «кахтан». По сообщению аль-Масуди, царь Джидана выводит свою родословную от арабского племени кахтан, в дербентской хронике город Кахтан назван городом хазар, куда они возвратились в 1064 г.

## Правители
- Адзар-Нарсе (IX век)[29]
- Салифан (упом. 916 и 943)[30]
- Сакнан (Сакбан/Сакбал) (XI век)[31]
- Б_рум или Фируз (Земзем[32]), (Джумджум[33]) (после 1030 года[34]), сын предыдущего[34], носил нисбу ал-Хайдаки, скорее всего не имеющий отношение к Кайтагу[35], но к Джидану или Шандану[36]